# جیمز وینسنت
جیمز وینسنت (انگلیسی: James Vincent؛ ‏ ۱۹ ژوئیهٔ ۱۸۸۲ – ۱۲ ژوئیهٔ ۱۹۵۷) بازیگر و کارگردان اهل ایالات متحده آمریکا بود.